# Université de musique Frédéric-Chopin
L'université de musique Frédéric-Chopin (en polonais : Uniwersytet Muzyczny Fryderyka Chopina, connue naguère sous les noms de Conservatoire de Varsovie, ou d'Académie de musique Frédéric-Chopin) est une école de musique au statut d'établissement public d'enseignement supérieur à orientation professionnelle artistique et de recherche assurant une formation universitaire du premier au troisième cycle (licence, master, doctorat), située à Varsovie, en Pologne. Elle a également une antenne à Białystok.
Nommée en l’honneur de Frédéric Chopin qui la fréquenta entre 1826 et 1829, c’est la principale et la plus réputée des écoles de musique du pays, créée en 1810.
Elle porta de 1946 à 1979, le nom officiel d’École nationale supérieure de musique de Varsovie, Państwowa Wyższa Szkoła Muzyczna w Warszawie.

## Facultés

### Faculté I - Composition, réalisation et théorie de la musique (Wydział I - Kompozycji, Dyrygentury i Teorii Muzyki)
- Chaire de composition
- Chaire de direction d'orchestre
- Chaire de théorie de la musique
- Chaire de sciences humaines

### Faculté II - Piano, clavecin et orgue (Wydział II - Fortepianu, Klawesynu i Organów)
- Chaire de piano
- Chaire de orgue et clavecin
- Chaire de musique de chambre
- Chaire de musique contemporaine

### Faculté III - Instrumental (Wydział III - Instrumentalny)
- Chaire des instruments à cordes
- Chaire des instruments à vent
- Chaire interuniversitaire d'accordéon
- Chaire interfacultaire de musique de chambre
- Chaire de harpe et guitare
- Chaire de percussion
- Centre d'étude de la musique ancienne

### Faculté IV - Études vocales (Wydział IV - Wokalny)
- Chaire d'études vocales
- Chaire d'audiologie et de phoniatrie

### Faculté V - Éducation musicale (Wydział V - Edukacji Muzycznej)
- Chaire d'éducation musicale
- Chaire de direction de chœur
- Chaire interuniversitaire de formation de l'écoute (Międzyuczelniana Katedra Kształcenia Słuchu)
- Institut interfacultaire de piano général (Międzywydziałowy Zakład Fortepianu Ogólnego)
- Institut interfacultaire d'études pédagogiques (Międzywydziałowe Studium Pedagogiczne)
- Département des méthodes éducatives
- Pédagogie du ballet

### Faculté VI - Ingénierie du son (Wydział VI - Reżyserii Dźwięku)
- Chaire de technique du son
- Chaire d'acoustique musicale

### Faculté VII - Pédagogie et instruments à Białystok (Wydział VII - Instrumentalno-Pedagogiczny w Białymstoku)
- Département de direction de chœur
- Département d'éducation artistique
- Département de piano, clavecin et orgue
- Département des instruments à cordes
- Département des instruments à vent, accordéon, percussion et guitare
- Département de musique de chambre
- Département d'études vocales

## Anciens élèves réputés
- Maciej Łukaszczyk
- Zbigniew Turski
- Ilya Alekseevich Shatrov
- Klezmafour
- Hania Rani

## Anciens professeur réputés
Zofia Jasnota